# Trichopelma zebra
Trichopelma zebra är en spindelart som först beskrevs av Alexander Petrunkevitch 1925. Trichopelma zebra ingår i släktet Trichopelma och familjen Barychelidae.
Artens utbredningsområde är Panama. Inga underarter finns listade i Catalogue of Life.